# Turniej UEMOA
Turniej UEMOA (fr. Tournoi de l'UEMOA) – rozgrywki piłkarskie w Afryce Zachodniej organizowane przez UEMOA dla reprezentacji członków UEMOA. Turniej również zwany jako Puchar Integracji Afryki Zachodniej (fr. Coupe de l'intégration ouest africaine).

## Historia
Zapoczątkowany został w 2007 jako Turniej UEMOA, organizowany przez Wspólnotę Gospodarczą i Walutową Państw Afryki Zachodniej (fr. UEMOA - Union économique et monétaire ouest-africaine), założoną w 1962 roku jako Wspólnota Walutowa Państw Afryki Zachodniej i przekształconą 10 stycznia 1994 roku w UEMOA. Siedziba organizacji mieści się w Ouagadougou (Burkina Faso).
Rozgrywki trwały do 2011 roku. Pierwszy turniej wygrała reprezentacja Wybrzeża Kości Słoniowej, a ostatni reprezentacja Senegalu.

## Finały
| 2007 Szczegóły | Burkina Faso | Wybrzeże Kości Słoniowej | 2 – 0                     | Niger | – | – | – |
| 2008 Szczegóły | Mali         | Wybrzeże Kości Słoniowej | 1 – 1 (6 – 5) rzuty karne | Mali  | – | – | – |
| 2009 Szczegóły | Benin        | Senegal                  | 1 – 0                     | Niger | – | – | – |
| 2010 Szczegóły | Niger        | Niger                    | 1 – 0                     | Benin | – | – | – |
| 2011 Szczegóły | Senegal      | Senegal                  | 1 – 0                     | Mali  | – | – | – |

## Statystyki
| Lp.  | Drużyna                  | Mistrz | Wicemistrz | Lata triumfów |
| ---- | ------------------------ | ------ | ---------- | ------------- |
| 1-2. | Wybrzeże Kości Słoniowej | 2      | 0          | 2007, 2008    |
|      | Senegal                  | 2      | 0          | 2009, 2011*   |
| 3.   | Niger                    | 1      | 1          | 2010*         |
| 4.   | Mali                     | 0      | 2          |               |
| 5.   | Benin                    | 0      | 1          |               |

* = jako gospodarz